# Лорд Гленарван
Лорд Эдуард Гленарван — вымышленный персонаж, один из главных героев романа Жюля Верна 1868 года «Дети капитана Гранта», который затем появляется в романе «Таинственный остров» 1874 года. Он богатый шотландский дворянин, женатый на леди Гленарван.

## Роль в сюжете
Лорду Гленарвану принадлежит яхта под названием «Дункан». В романе «Дети капитана Гранта» он отправляется на поиски капитана Гранта с «Британии», которого разыскивают его дети Роберт и Мэри. После долгих странствий и злоключений он и его команда в конце концов находят капитана. В «Таинственном острове» лорд Гленарван использует «Дункан» для спасения потерпевших кораблекрушение и раскаявшегося преступника Тома Айртона на острове Линкольн.

## Описание персонажа
Лорд Гленарван — богатый шотландский землевладелец. «У лорда Гленарвана было огромное состояние. Он делал много добра, и его доброта превосходила даже его щедрость, ибо доброта неисчерпаема, а щедрость имеет пределы. В своем графстве он поощрял всё передовое, в душе же оставался страстным патриотом-шотландцем. В „Таинственном острове“ Эдуарду Гленарвану тридцать два года. Он высокого роста, с несколько суровыми чертами лица, но необыкновенно добрыми глазами. От него так и веяло поэзией горной Шотландии. Он слыл человеком исключительной отваги, предприимчивым и благородным. Это был Фергус XIX столетия, необычайно добрый, совершеннее, чем сам святой Мартин, способный единственное рубище свое отдать бедняку».

## Восприятие
Авторы различных стран и исторических периодов по-разному воспринимали образ лорда Гленарвана. Советский литературовед Кирилл Андреев описывал его как сторонника национально-освободительной идеи, презирающего и ненавидящего угнетателей трудового народа. Современный американский исследователь Крис Бонджи напротив отмечает высокомерие Гленарвана, его презрение к коренным народам, которых он считает «дикарями» и «варварами» и который противопоставляет их «цивилизованным» европейским колонизаторам. Новозеландская исследовательница Кирстин Моффат отмечает в дополнение к предыдущему тезису сексизм Гленарвана — он выражает готовность убить свою жену, лишь бы она не досталась «дикарям»-маори.

## В других произведениях
Михаил Булгаков использовал лорда Гленарвана в пьесе «Багровый остров» как пародию на западноевропейский колониализм. В романе Валентина Катаева «Белеет парус одинокий» образ лорда Гленарвана используется для описания «высокого флегматичного господина», увиденного главным героем повести на морском судне.

## Исполнители роли
| Название                              | Исполнитель роли           | Режиссёр фильма     | Дата выхода на экран | Страна            |
| ------------------------------------- | -------------------------- | ------------------- | -------------------- | ----------------- |
| Дети капитана Гранта                  | -                          | Викторен Жассе      | 1913                 | Франция           |
| Дети капитана Гранта                  | Николай Витовтов           | Владимир Вайншток   | 1936                 | СССР              |
| В поисках потерпевших кораблекрушение | Уилфрид Хайд-Уайт          | Роберт Стивенсон    | 1962                 | США               |
| В поисках капитана Гранта             | Николай Ерёменко (младший) | Станислав Говорухин | 1986                 | СССР              |
| В империи орлов                       | Крис Браунинг              | Донован Скотт       | 1996                 | Германия · Россия |